# Peter Shumlin

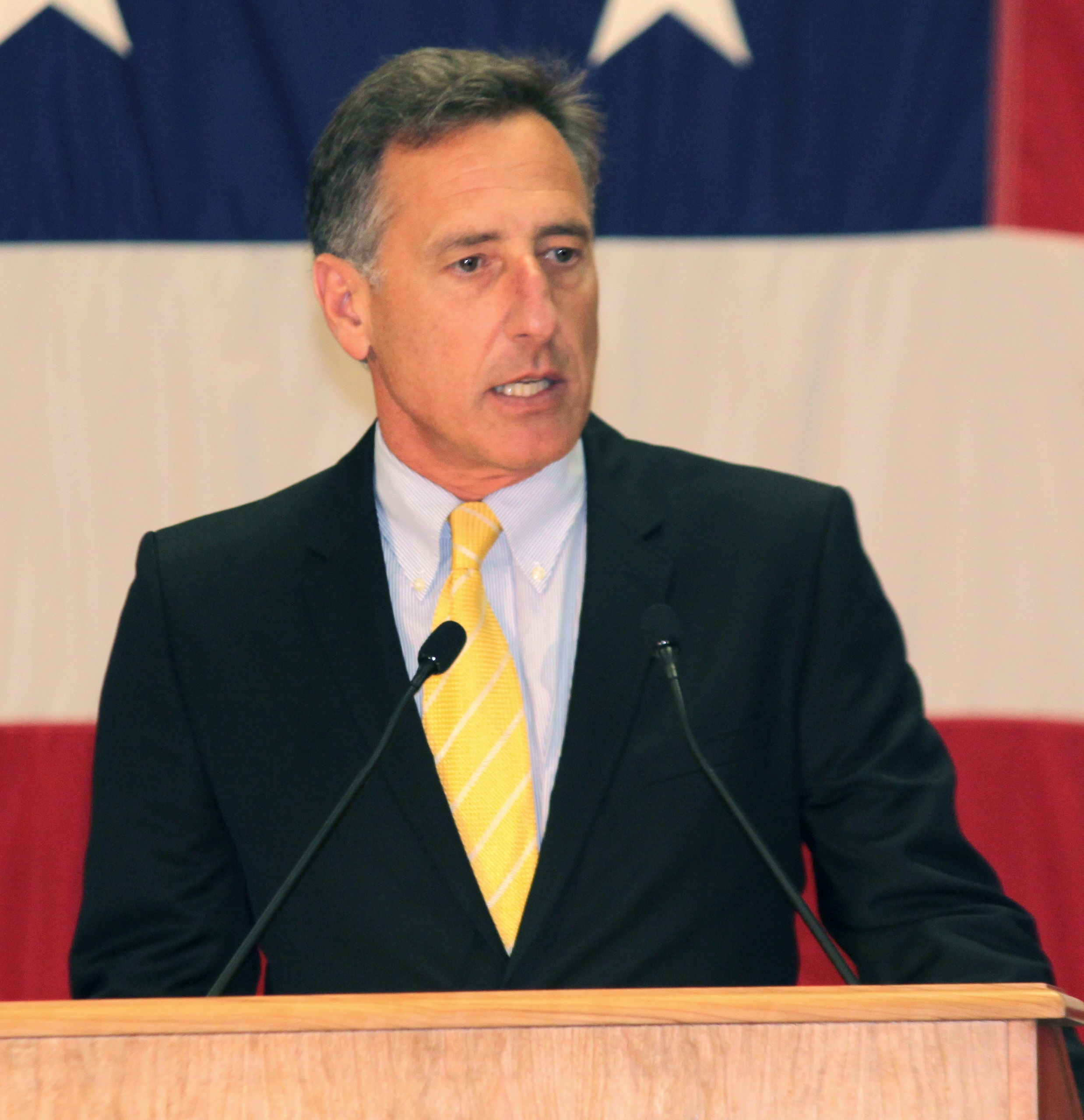
Peter Shumlin (2012)

Peter Shumlin (* 24. März 1956 in Brattleboro, Vermont) ist ein US-amerikanischer Politiker. Er war von Januar 2011 bis Januar 2017 Gouverneur des Bundesstaates Vermont.

## Leben
Peter Shumlin besuchte die Buxton School in Vermont und graduierte an der Wesleyan University. Von 1990 bis 1993 war er Abgeordneter im Repräsentantenhaus von Vermont; danach gehörte er von 1993 bis 2003 sowie von 2007 bis 2011 dem Staatssenat. Am 2. November 2010 wurde er als Kandidat der Demokraten zum Gouverneur von Vermont gewählt. Der vorherige republikanische Gouverneur Jim Douglas war zu den Wahlen nicht erneut angetreten. Shumlin setzte sich mit rund 4000 Stimmen Vorsprung vor dem bisherigen Vizegouverneur Brian Dubie durch. In den Jahren 2012 und 2014 wurde Shumlin jeweils als Gouverneur wiedergewählt. Während seiner ersten zwei Amtszeiten war er der Vorsitzende der Democratic Governors Association. Im Jahr 2016 verzichtete er auf eine weitere Kandidatur. Sein Nachfolger wurde sein bisheriger Stellvertreter Phil Scott.
Shumlin lebt mit seiner Familie in Putney.